# Strophen im Krieg

Heftdeckel von Bruno Franks „Strophen im Krieg“, 1915.

Die Gedichtsammlung Strophen im Krieg umfasst sieben Kriegsgedichte von Bruno Frank und ein Titelgedicht. Sie erschien im März 1915 als zwölfseitiges „Flugblatt“ im Verlag Albert Langen in München.
Der pazifistisch gesinnte Humanist und Weltbürger Bruno Frank meldete sich im August 1914 freiwillig zum Kriegsdienst, wurde jedoch aus Gesundheitsgründen bereits im Dezember wieder entlassen. Von 1914 bis 1916 erschienen außer den „Strophen im Krieg“ 25 weitere Kriegsgedichte in Zeitschriften. Aus seinen Gedichten „spricht die in Deutschland fast universal gültige Überzeugung, einen gerechten Verteidigungskrieg zu führen“. Zu Beginn des Krieges teilte er die allgemeine Siegeszuversicht, enthielt sich jedoch jeglicher blutrünstiger Hasstiraden. Ab Herbst 1916 bis zum Ende des Kriegs verstummte der Lyriker Bruno Frank.

## Inhalt

Erste Anzeige für „Strophen im Krieg“, im „Simplicissimus“ vom 13. April 1915.

Die „Strophen im Krieg“ erschienen im Verlag Albert Langen in München als zwölfseitiges Heft in „Groß-Oktav in vornehmster Ausstattung“. Sie wurden bis zum Jahresende 1915 im „Simplicissimus“, den der gleiche Verlag herausgab, mehrmals beworben. In den beiden ersten Anzeigen hieß es:
„Bruno Frank, der, wie mehrere unserer Besten, sich als Kriegsfreiwilliger draußen das Kreuz geholt hat, vereinigt in einem Flugblatt seine Zeitgedichte. Was diese prachtvollen Strophen erfüllt und beflügelt, ist kein Haß und kein Blutrausch, aber glühende Vaterlandsliebe und eine Empfindung für das Menschliche, die auch in Stürmen noch Bestand hat.“

### Motto
Als Motto wurde der Gedichtsammlung auf dem Heftdeckel und dem Titelblatt ein einstrophiges Gedicht vorangestellt:
Wir haben den Krieg gehaßt,
Er war uns der Alp der Erde,
Nun tragen wir jauchzend die Last,
Damit ewiger Friede werde.
Dieses Titelgedicht sollte nach dem Krieg noch zu Weiterungen führen. Am 10. Dezember 1918 hielt Bruno Frank auf Einladung des Münchener Politischen Rats geistiger Arbeiter eine Rede, die Rede „Von der Menschenliebe“. Hinterher hielt ihm einer der Versammlungsteilnehmer vor, er habe zu Beginn des Krieges in einem Gedicht erklärt, „der Krieg sei eine Last, die man »jauchzend trage«“. Daher habe er kein Recht „für eine menschliche und freie Gesinnung zu zeugen“. Bruno Frank wehrte sich einen Monat später in dem Essay „Gesinnungszensur“ gegen  diese Vorwürfe:
„Ich wenigstens sehe nicht ein, wo strafwürdige Widersprüche an einem Deutschen zu finden wären, der vielleicht lebenslang den Krieg gehaßt und bekämpft hat, der aber gleichwohl in Zeiten der vermeintlichen äußersten Bedrohnis mit der Waffe und mit dem Wort zu seinem Volke stand.“

### Einzelgedichte
| Stolze Zeit       | „In elf Strophen pries Frank die Auserwähltheit der Jugend, die »ins Eisenbad der Völkerschlacht« getaucht werde. … Er war überzeugt, Friede sei nur durch den Krieg zu erlangen. … Der frankophile Dichter scheute sich nicht, chauvinistische Stereotypen übernehmend, Frankreich zu brandmarken. … Zwar habe man keinen Hohn und keine Feindesschmähung nötig, aber herrlich sei es doch, Teil der »Volksgemeinschaft« zu sein. Die Friedenssehnsucht, die Frank dem einzelnen in diesem Gedicht zubilligt, wird von einem höheren Ziel aufgewogen: Der Heldentod scheint als Entschädigung für das verlorene Leben im Frieden auf.“                      |
| Gewißheit         | „Die Zuversicht auf einen deutschen Sieg wurde paradoxerweise gerade von der Tatsache gespeist, daß das Deutsche Reich von Westen wie von Osten bedrängt war. … Wer in solcher Lage nicht wankte, mußte demzufolge im Einklang mit dem Verlauf der Geschichte stehen. Die Kriegshandlungen sah Frank … in Analogie zur Bestellung des heimischen Ackers: So wie das Getreide, reife auch die Siegeszeit heran. … Er erhob Deutschland in solchen Zeilen zu einer Art »Vehikel« der Geschichtsgerechtigkeit.“ |
| Gesang aus Tiefen | Die vor dem Krieg Gestorbenen, sie liegen nun „feiernd im Boden, dem auch unser Herz gebrannt. Wir Toten, ach, wir Toten, was können wir fürs Vaterland.“ |
| Michael           | „In gewagter Assoziation mit christlicher Erlösungsrhetorik bemühte er den Erzengel Michael, den Volksheiligen der Deutschen, der der wilhelminischen »Weltpolitik« zu ihrem Recht verhilft. Der Kampf um das Daseinsrecht Deutschlands wird metaphysisch legitimiert.“ |
| Wir werden siegen | Die Deutschen kämpfen nicht um Ruhm oder das „Weltherrentum“, sie kämpfen für ihr Vaterland. „Und weil das Recht unsere Reihen hält, … werden wir Sieger sein.“ |
| An die Verleumder | In vier Stanzen besingt Bruno Frank die einträchtige Gesinnung aller Soldaten, gleich welcher Nation, die ihren Feind in Ehren halten, denn er ist dem gleichen Schicksal unterworfen wie sie selbst: „Ein ekles Schlingwerk rankt sich, schmachgeboren, um der Millionenheere Männerstamm“. |
| Der neue Ruhm     | „Einerseits verwies Frank die »romantische« Vorstellung des soldatischen Feldzuges in der Konfrontation mit der Realität der beginnenden Materialschlachten an die Vergangenheit – es ist die Absage an »buntes Heldentum« und »Ritterlust« –, andererseits stilisierte er den modernen Soldaten doch zum mythischen Krieger, der als Schutzschild der Heimat den vom »Schicksal« geforderten Blutzoll zu stillen habe. … Der Sinn des Todes auf dem Schlachtfeld liegt nicht nur in der Gegenwart – der Verteidigung des Vaterlandes –, sondern offenbart sich ganz erst in der Zukunft, wenn der Friede als Lohn soldatischer Tapferkeit »geerntet« wird.“ |

## Entstehung

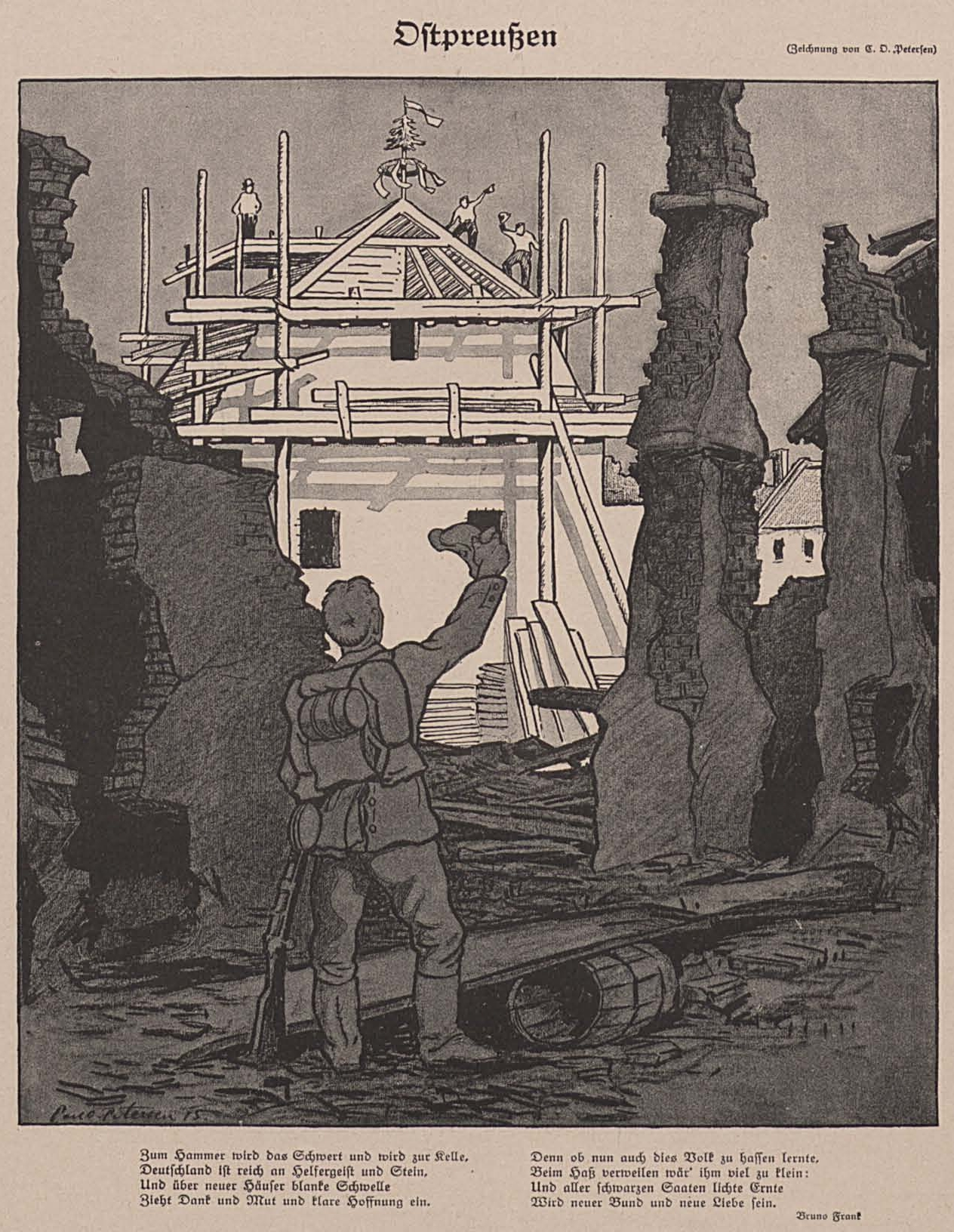
„Ostpreussen“, eines der einzeln veröffentlichten Kriegsgedichte von Bruno Frank, „Simplicissimus“ vom 15. September 1915, Illustration von Carl Olof Petersen.

Einige Wochen vor Kriegsbeginn hatte Bruno Frank im Simplicissimus noch frohgestimmt einen kühlen „Vorsommertag“ beschworen („Sonnenlichte Morgenkühle, / Tau und Strahl auf Blüt’ und Beere“). Nach Ausbruch des Ersten Weltkriegs meldete er sich am 4. August 1914 freiwillig zum Kriegsdienst. Aufgrund seiner Sprachkenntnisse wurde er als Dolmetscher im Stab einer württembergischen Infanteriedivision eingesetzt, zuerst in Flandern, dann in Polen.
Während Bruno Frank im Feld stand, schrieb er die Kriegsgedichte, die in der Sammlung „Strophen im Krieg“ erschienen. Am 5. Dezember 1914 wurde er nach nur vier Monaten aus gesundheitlichen Gründen aus dem Militärdienst entlassen. Drei Tage später veröffentlichte der Simplicissimus vorab Bruno Franks erstes Kriegsgedicht „Der neue Ruhm“, das er in Ypern, dem Schauplatz der Ersten Flandernschlacht, am 15. November geschrieben hatte: „Kein buntes Heldentum“ in ritterlichem Einzelkampf führt mehr zum Ruhm. Die Kämpfer in diesem Krieg sind „Eisengrau dem Schicksal eingeschmiegt und die Augen überfüllt mit Tod.“
Zwei weitere seiner Kriegsgedichte („Gewißheit“, „Stolze Zeit“) brachte er vorab in seiner Heimatstadt beim Stuttgarter Neuen Tagblatt unter, bevor im März 1915 die „Strophen im Krieg“ im Verlag Albert Langen in München erschienen. Den Kriegsgedichten kann man auch das pathetische 20-strophige Gedicht „Bismarck“ zurechnen, das Bruno Frank zu Bismarcks hundertstem Geburtstag am 1. April 1915 verfasste. In diesem Gedicht verwies er „nicht nur darauf, daß man in diesem Krieg dessen Werk der Reichsgründung fortsetze, sondern gar die Mission Friedrichs des Großen erfülle.“
„Bis zum September 1916 veröffentlichte er seine Kriegsgedichte im Simplicissimus; danach verweigerte er sich dem Kommentar der Zeitgeschichte.“ 1917 schrieb er ein einziges, sein letztes Gedicht im Krieg. Der Frühlingsmonat Mai regte ihn zu dem Gedicht „Neue Hoffnung“ an: „Auch das enttäuschte Herz beginnt zu schlagen … Ein hoffend Herz nur, kann das Schwere tragen.“
1916 brachte Albert Langen den Gedichtband „Requiem. Gedichte“ heraus, der außer dem Gedichtzyklus „Requiem“ zwei Dutzend weitere Gedichte enthielt, darunter 15 Kriegsgedichte, von denen zwei bereits in den „Strophen im Krieg“ erschienen waren. In seinem letzten Gedichtband „Die Kelter“ von 1919 brachte er ein Dutzend neuer Gedichte und eine Auswahl aus den vorhergehenden Gedichtbänden, einschließlich der 15 Kriegsgedichte aus „Requiem. Gedichte“.

## Rezeption
Der Philosoph Martin Havenstein (1871–1945) befand 1915, kurze Zeit nach dem Erscheinen der „Strophen im Krieg“:
„Wie in allen seinen Versen ist auch in diesen Strophen etwas, was sie hoch emporhebt über die lyrische Flut der Zeit. Sie haben eine seltene Gehaltenheit und Würde, einen Adel der Form, wie er nur der hohen Kunst eigen ist. … Er schreibt nicht alles nieder, was ihm durch den Sinn geht und in die Feder fließt. Nur sieben Gedichte hat er aus den erlebnisreichen Kriegsmonaten heimgebracht. Aber diese sieben Gedichte verdienen es auch sämtlich, aufbewahrt zu werden.“
Theodor Heuss, der spätere Bundespräsident, bemängelte 1917 in der von ihm herausgegebenen Wochenzeitschrift „März“, dass die „Unmasse“ der Kriegsgedichte fast ausnahmslos der „Schreibtischlyrik“ zuzurechnen sei, die den Krieg „besingt“:
„Die Strophen im Krieg … sind berührt von dem Ernst dessen, der selber im Kampf steht, aber Stimmung und Gefühl sind noch durchzogen von Reflexion, Anruf, Rechtfertigung. Es ist in glänzender Form eine gedankliche Auseinandersetzung mit dem Krieg, manchmal nicht frei von dem polemischen Pathos des Leitartikels und geistreicher Absicht, aber im Besten befreit zu hymnischem Schwung. Frank steht in der Mitte zwischen dem Besingen und dem Erleben des Krieges ...“
In seiner Besprechung von Bruno Franks Gedichtband „Requiem. Gedichte“ von 1916 würdigte der Theaterkritiker Julius Bab 1918 „die wundervolle tiefe und klare Totenmesse, die den lyrischen Hauptwert des Bandes bildet“. Über die „sehr schönen Kriegsgedichte“, die in dem Band enthalten sind (davon zwei aus den „Strophen im Krieg“), urteilt er:
„Aber dieselbe edle und wahre Menschlichkeit und derselbe nicht eigentlich schöpferische aber klare und vornehm durchgefühlte Formensinn spricht auch aus den Kriegsgedichten. Erst jetzt, da seine Tonart sich von Dur in Moll wendet, findet Franks Vers seine Eigenart und Stärke. In immer tieferer Besinnung geht sein Lied vom rein vaterländischen Trotz zum menschheitlichen Leiden über.“
In einer Sammlung von Kurzporträts deutscher Schriftsteller in der ersten Hälfte des zwanzigsten Jahrhunderts streift der amerikanische Germanist Richard Erich Schade 1984 auch Bruno Franks Lyrik:
„Seine schlichte und feinfühlige Verskunst beschwört eine ruhige Zuversicht „Nur weiter, weiter, und dem Morgen zu“; selbst die eher pathetischen „Strophen im Krieg“ feiern ernst den kommenden Frieden.“
Sascha Kirchner geht in seiner Biographie aus dem Jahr 2009 ausführlich auf die Kriegslyrik Bruno Franks ein (siehe auch #Inhalt):
„Aus seinen ab 1915 kontinuierlich veröffentlichten Kriegsgedichten allerdings spricht die in Deutschland fast universal gültige Überzeugung, einen gerechten Verteidigungskrieg zu führen, der eine neue und friedlichere Staatenordnung ermöglichen werde. … Daß er seine Kriegslyrik bei allem unzweideutigen Patriotismus als Tribut des Dichters an die Forderung des Tages verstand und sich nicht in eigener Person zum »Künstler-Krieger« stilisierte – wie das manch anderer Schriftsteller in der heimischen Klause tat –, dafür spricht ein kurzer Brief an seinen Verleger. … Zwar brüstete er sich nicht mit Heldentaten, seine Lyrik deckte sich in ihren Formeln gleichwohl mit der zeitgenössischen Feindpropaganda.“

## Ausgaben

### Erstausgabe
- Strophen im Krieg. Ein Flugblatt. München : Albert Langen, 1915, online:.

### Andere Ausgaben
- Requiem. Gedichte. Berlin : Reiss, 1916. – Nachdruck von Bruno Frank#Frank 1913.1 und 25 meist neue Gedichte, davon 15 Kriegsgedichte (zwei aus „Strophen im Krieg“).
- Die Kelter. Ausgewählte Gedichte. München : Musarion, 1919. – Enthält ein  Dutzend neuer Gedichte und eine Auswahl aus den vorhergehenden Gedichtbänden, einschließlich der 15 Kriegsgedichte aus Bruno Frank#Frank 1916.3.